# Rastr (kartografie)

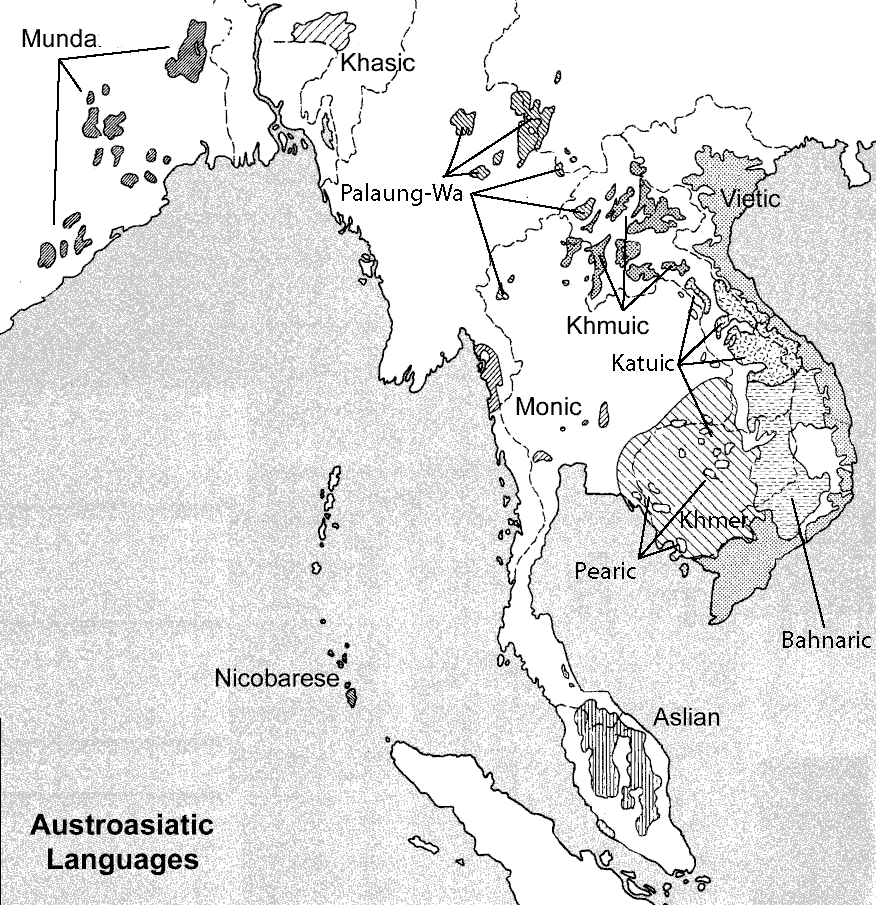
Ukázka mapy s kvalitativním rastrem. (Austro-asijské jazyky)

Rastr je pojem, který se v kartografii používá pro způsob vyjádření kvality nebo kvantity plošných jevů v mapě. Jedná se o pravidelně uspořádanou síť bodových nebo liniových kartografických znaků. 

## Kvalitativní
Kvalitativní rastr se používá pro rozlišení kvality daného jevu (např. náboženská vyznání, geologie, druhy půd). Jedná se o jednu z variant areálové metody. Používají se bodové či liniové znaky, které jsou rozmístěny pravidelně nebo nepravidelně.

## Kvantitativní
Kvantitativní rastr se používá pro vyjádření kvantity daného jevu (např. hustota zalidnění, sklon svahů). Tento rastr se používá při tvorbě kartogramů.

## Parametry
Čtyřmi základními parametry rastru jsou: struktura, tloušťka, směr a hustota.